# Barrio del Castillo
El Barrio del Castillo es un barrio de Torrejón de Ardoz (Comunidad de Madrid, España). Está situado a 2.5 km al sur del centro de Torrejón, muy cerca del río Henares. Este barrio no está unido a la ciudad, por lo que se le puede considerar un núcleo de población.
Su nombre procede del castillo-palacio de Aldovea situado al sur del barrio pero ya en término municipal de San Fernando de Henares. El barrio se creó por los alojamientos de los sirvientes del palacio. Es el barrio más antiguo de Torrejón y fue el precedente de toda la ciudad que se formó a partir de una pequeña tropa de soldados cristianos (mesnada) que habitaba en un pequeño torreón al este de la actual ciudad. 
Es el barrio menos poblado del municipio, con 768 habitantes. Está constituido por una manzana de casas bajas típicas de Castilla.
El barrio dispone del Colegio Público Miguel Hernández y está al lado de la ciudad deportiva Joaquín Blume, además de otros servicios. Parte de este barrio está emplazado dentro del Parque Regional del Sureste. 
La carretera del Castillo une el barrio con la Carretera de Loeches y el este de Torrejón, así como otra que va al barrio de Los Fresnos ya en el casco urbano de Torrejón. La línea urbana de autobús L-2, que pasa cada 20-30 min es la que une este barrio aislado con el resto de Torrejón, además de la línea urbana L-3 que pasa solo entre semana. A corto plazo la Comunidad de Madrid construirá una carretera comarcal que pasará cerca de este núcleo urbano además de la ampliación de la Ronda Sur hacia el polígono industrial de Las Monjas para unir todo el sur del municipio incluyendo el Barrio del Castillo.